# ترک (رودسر)
ترک ، روستایی از توابع بخش چابکسر شهرستان رودسر در استان گیلان ایران است.

## جمعیت
این روستا در دهستان اوشیان قرار دارد و براساس سرشماری مرکز آمار ایران در سال ۱۳۸۵، جمعیت آن زیر سه خانوار بوده‌است.